# Feige (Familienname)
Feige ist ein deutscher Familienname.

## Herkunft und Bedeutung
Wahrscheinlich ist eine direkte Übername des Fruchtnamens Feige (niederdeutsch Fige, mittelhochdeutsch vīge, (neu)hochdeutsch Feige) als Familienname für einen Feigenhändler oder -liebhaber.
Auch eine Herkunft vom und Bedeutung im Sinne des heutigen Adjektivs feige (mittelniederdeutsch vēge, fēge oder veige; mittelhochdeutsch veic, (neu)hochdeutsch feige) ist möglich.
Diskutiert wird auch eine mögliche Herkunft von einer verkürzte Form von Sophie (Fey), möglicherweise einer prägenden Vorfahrin mit diesem Namen.

## Namensträger
- Auguste Feige (vor 1799–1838), deutsche Schauspielerin und Opernsängerin
- Auguste Feige (1824–1897), deutsche Stifterin, siehe Auguste Löber
- Axel Feige (Mediziner) (* 1941), deutscher Mediziner
- Axel Feige (Musiker) (* 1988), deutscher Musiker und Sänger
- Burkhard Feige (* 1972), deutscher Filmregisseur und Drehbuchautor
- Charlotte Feige (1788–1858), deutsche Schauspielerin
- Daniel Martin Feige (* 1976), deutscher Philosoph und Hochschullehrer
- Gerhard Feige (* 1951), deutscher Geistlicher, Bischof von Magdeburg
- Hans Feige (1880–1953), deutscher General der Kavallerie
- Jasmin Feige (1959–1988), deutsche Leichtathletin
- Johann Feige (Kanzler) (1482–1543), deutscher Politiker
- Johann Christian Feige (genannt der Ältere; 1689–1751), deutscher Bildhauer und Bildschnitzer
- Johann Christian Feige der Jüngere (1720–1788), deutscher Bildhauer
- Johann Ferdinand Feige der Ältere (1733–1783), deutscher Bildhauer
- Johann Ferdinand Feige der Jüngere (1766–1827), deutscher Bildhauer
- Johann Friedrich Feige (1726–1788), deutscher Bildhauer
- Johannes Feige (1931–2021), deutscher Künstler
- Karl Feige (Politiker) (1815–1883), deutscher Gutsbesitzer, Mitglied der kurhessischen Ständeversammlung
- Karl Feige (Schauspieler) (1780–1862), deutscher Schauspieler und Theaterregisseur
- Karl Feige (Sportwissenschaftler) (1905–1992), deutscher Sportwissenschaftler
- Kevin Feige (* 1973), US-amerikanischer Filmproduzent und Präsident der Marvel Studios
- Klaus-Dieter Feige (* 1950), deutscher Politiker
- Marcel Feige (* 1971), deutscher Publizist
- Otto Feige (Admiral) (1882–1951), deutscher Admiral
- Otto Feige (Schriftsteller), Realname von B. Traven (1882–1969), deutscher Schriftsteller
- Saskia Feige (* 1997), deutsche Sportlerin in der Leichtathletik
- Uriel Feige (* 1959), israelischer Mathematiker
- Wilhelm Feige (1911–1969), deutscher Politiker (KPD)
- Wolfgang Feige (Fachmethodiker) (* 1931), deutscher Fachmethodiker für Staatsbürgerkunde
- Wolfgang Feige (* 1949), deutscher Fußballspieler

## Verwandte Namen und Varianten
- Fiege (Familienname)
- Fiegen
- Fiegenbaum
- Feig
- Feigen (Familienname)
- Feigenbaum